# Batocarpus amazonicus
Batocarpus amazonicus és una espècie de la tribu de les artocàrpies distribuïda a l'Amazònia. Té similituds amb el gènere Artocarpus. Produeix un fruit comestible, rodó, de pell rugosa i polpa carnosa.